# Punto violeta
Los puntos violetas, también conocidos como puntos morados, son espacios de atención, información y ayuda a víctimas de cualquier tipo de agresión sexista, además de sensibilización y visibilización ante la sociedad de las agresiones sexistas en las fiestas.

Vinculados al color morado o violeta como símbolo del movimiento feminista, estos espacios suelen estar pintados de dicho color. De forma análoga, también se han creado puntos arcoíris de asistencia contra las agresiones por orientación sexual o identidad de género, denominados así en referencia a la bandera arcoíris, símbolo del movimiento LGBT. Finalmente, un término más genérico y no vinculado a un color particular es el de punto de información contra agresiones sexistas.

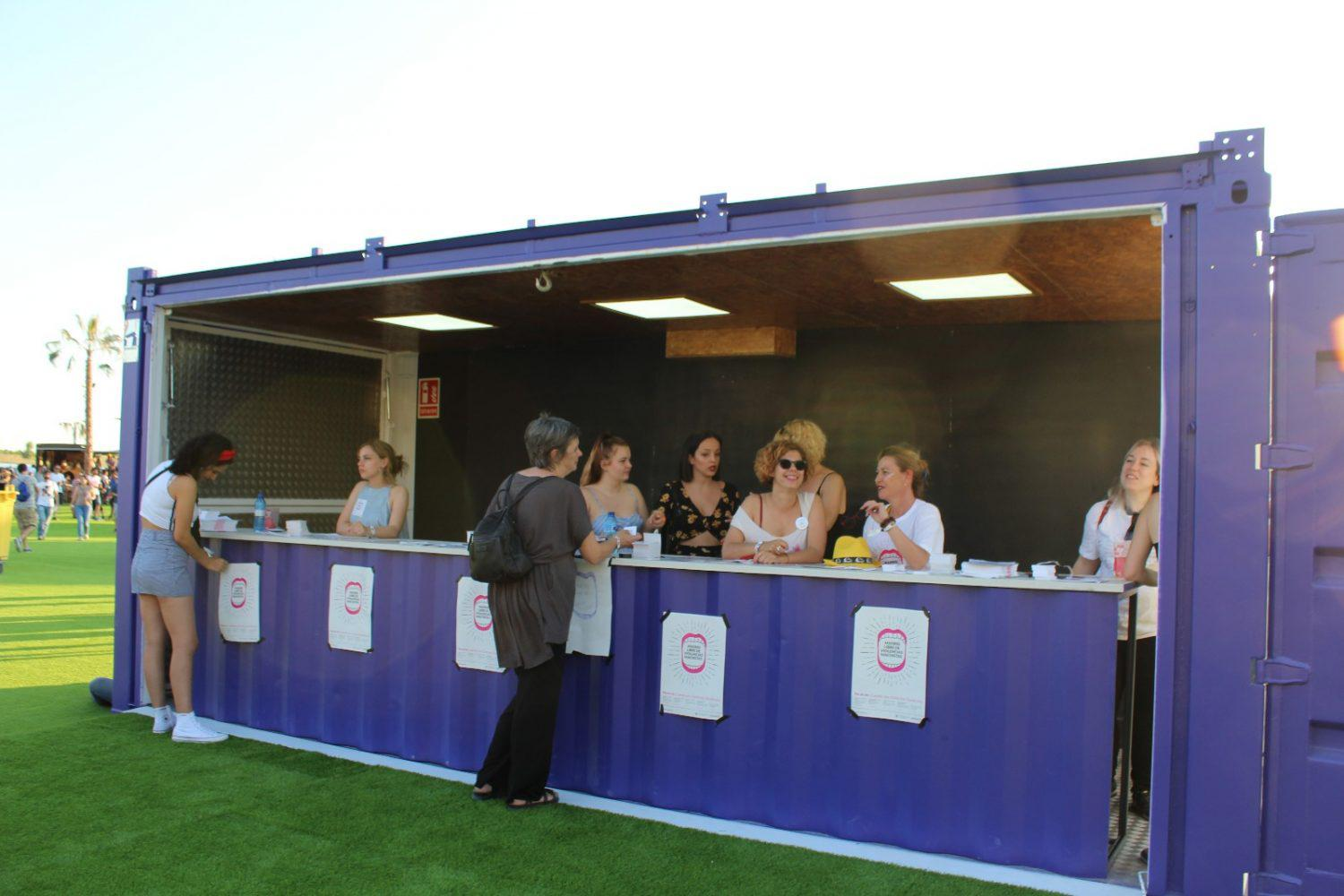
Punto Violeta en el Festival Mad Cool

## Origen
Tratando de poner freno a los abusos sexuales que sufren las mujeres en las fiestas, vecinas autoorganizadas y asociaciones feministas de ciudades como Madrid, Barcelona, Bilbao o Pamplona, se plantearon cómo actuar para prevenir los agresiones sexuales en entornos de diversión y cómo ayudar a las mujeres que ya han sufrido acoso, abuso o incluso violación. En 2014 se comenzaron a redactar guías y protocolos de actuación, y grupos de mujeres comenzaron a salir con brazaletes morados y desplegar puestos improvisados en verbenas, fiestas y festivales para defender los barrios libres de violencia de género.[cita requerida]
Estas manifestaciones de defensa hicieron ver a los ayuntamientos, que tenían que actuar, que las mujeres estaban pidiendo ayuda para dejar de tener miedo en la calle y sentirse seguras en la noche, e implicarse con actuaciones contra la violencia machista.
Pamplona, en los Sanfermines de 2015, fue el primer ayuntamiento que montó una caseta para dar información sobre agresiones sexuales.[cita requerida] Desde entonces, le han seguido otras ciudades y pueblos de toda la geografía española. 
Los puntos violeta son atendidos por personas voluntarias, que previamente han recibido formación contra las agresiones sexistas en fiestas.
En determinados ayuntamientos, la visibilización, la concienciación y la prevención de las agresiones sexistas a mujeres que representan los puntos violeta se ha enmarcado dentro las actuaciones que nacen del Pacto de Estado contra la Violencia Machista.
En muchos de los grandes festivales de música veraniegos la organización ya busca que las mujeres se sientan seguras, e implicándose en puntos violeta y aceptándolos como parte de los mismos. La gestión de los puntos violeta puede ser atendida por personal de instituciones municipales, Cruz Roja, etc.

## Objetivos
- Ofrecer un punto de atención y actuación contra las agresiones sexuales, humillaciones, acoso sexual, vejaciones, etc., tanto para las víctimas como para los testigos.
- Informar, sobre cualquier agresión sexista, incluso los comentarios ofensivos, piropos no consentidos, tocamientos no deseados, debía empezar a entenderse como un abuso y no como un malentendido.
- Proporcionar a las víctimas de agresiones machistas información y asesoramiento sobre dónde acudir y qué hacer ante una agresión sexual.
- Acompañar a las posibles víctimas.
- Promover espacios libres de agresiones sexuales.
- Concienciar, sensibilizar e implicar a la ciudadanía para prevenir y acabar con las agresiones sexuales.[9]

## Funciones
- Ofrecer apoyo a la persona agredida.
- Respetar su espacio y velar por su comodidad.
- Respetar su decisión y acompañar a la víctima en todo el proceso cuanto necesite.
- Asesorar a la víctima sobre cómo poner una denuncia y qué son las denuncias de oficio que pueden poner los servicios sanitarios.
- Ofrecerle la opción de dar una respuesta colectiva.
- Ofrecerle el contacto de los colectivos por si necesita apoyo en cualquier otro momento.
- Respetar su intimidad y anonimato.[10]